# Wolfgang Schädler
Wolfgang Schädler (* 8. Juli 1958 in Triesenberg) ist ein ehemaliger liechtensteinischer Rennrodler.

## Karriere
Schädler trat bei den Olympischen Winterspielen 1976 und 1980 sowohl im Ein- als auch im Doppelsitzer an. In den beiden Einsitzer-Rennen konnte er beide Male das Rennen nicht beenden, im Doppelsitzer belegte er den 1976 den 19. und 1980 den 16. Rang. Bei seiner dritten Olympiateilnahme bei den Spielen 1984 in Sarajevo ging er nur im Einsitzer an den Start und belegte Rang 11.
Auch nach seiner Karriere als aktiver Rodler blieb er der Sportart erhalten. So war Schädler von 1986 bis 2010 insgesamt 24 Jahre lang Trainer der US-Amerikaner und von 2010 bis 2014 in gleicher Funktion bei den Russen. Seit 2015 ist er beim chinesischen Verband unter Vertrag, wo er eine Nachwuchsmannschaft aufbauen soll.